# Споменик природе Гинко у Апатину
Споменик природе Гинко у Апатину је заштићено стабло гинка од 1975. године који се налази у Апатину, У Западнобачком управном округу, у Војводини.

## Локација
Заштићено стабло гинка (Ginko biloba) се налази у дворишту Апатинске пиваре.

## Споменик природе
Заштићено стабло гинка у Апатину је имало такве услове за развој да је развило потпуно правилан хабитус. То је веома редак случај јер је већина стабала ове врсте код нас сађена у склопу неког парка заједно са другим врстама. Ово стабло је имало довољно светлости и добре педолошке услове да расте као солитер. Старост му се процењује на око 90 година, а виталност и димензије (висина 18 м, пречник крошње 22 м и пречник дебла 2,20 м) указују на његову велику вредност. Споменик природе Гинко у Апатину је веома декоративо и представља један од најрепрезентативнијих примерака ове врсте код нас.
Као споменик природе Гинко у Апатину је уписан у Службени лист општине Апатин 6/1994.

## Категорија заштићеног споменика природе
Стабло гинка је убрштено у споменик природе III категорије – природно добро од изузетног значаја, од стране Завода за заштиту природе Србије.

## Управљач
Споменик природе Гинко у Апатину је поверен на управљање Апатинској пивари, Апатин.